# 流光引
《流光引》是一部2024年播出的中国大陆古装玄幻剧，改编自网络小说《毒宠佣兵王妃》，由参曾与《如懿传》《小别离》等剧的导演程源海执导，电影《你好，李焕英》的王宇编剧，张翰与祝绪丹主演。。2024年8月30日起由腾讯视频全网独播。

## 演员与角色
- 张翰 饰演 君北月，天阙战神，人设霸气深情。[5]
- 祝绪丹 饰演 韩紫晴，相府庶女，敢爱敢恨、聪明洒脱。[5]
- 姚弛 饰演 轩辕离歌
- 海铃 饰演 楚飞燕
- 任世豪 饰演 百里尾生
- 骆诗琪 饰演 南宫芊芊
- 王浩翔 饰演 司徒浩南
- 彭雅琦 饰演 轩辕昭汐
- 李雨轩 饰演 君北辰
- 孙毅 饰演 影子
- 高晴 饰演 十两
- 常丹丹 饰演 红衣
- 刘晓虎 饰演 南照王
- 金晖 饰演 天阙王
- 张雨霏 饰演 天阙王后

## 制作
该剧于2021年7月在象山影视城开机，同年11月宣布杀青。

### 音乐
| 曲序 | 曲目     |                | 作曲   | 编曲         | 製作人 | 演唱     |
| ---- | -------- | -------------- | ------ | ------------ | ------ | -------- |
| 1.   | 恍若一霎 | 张世彬、韦国赟 | 韦国赟 |              | 叶进贤 | 隔壁老樊 |
| 2.   | 念念     | 汪睿、韦国赟   | 赵瑟   | 赵瑟         | 韦国赟 | 汪睿     |
| 3.   | 笑看风起 | 汪睿、张旭     | 汪睿   | 韦国赟       | 韦国赟 | 潘辰     |
| 4.   | 一念     | 韦国赟         | 韦国赟 | 赵瑟         | 叶进贤 | 叶炫清   |
| 5.   | 愿流光   | 赵瑟           | 赵瑟   | 赵瑟、韦国赟 | 韦国赟 | 洪一诺   |